# Daario Naharis
Daario Naharis  é um personagem fictício da série de livros de fantasia A Song of Ice and Fire, do escritor norte-americano George R. R. Martin, e de sua adaptação televisiva Game of Thrones. Introduzido no terceiro livro da saga, A Storm of Swords (2000), ele também retorna no quinto e último publicado, A Dance with Dragons (2011). Um guerreiro  Tyroshi, ele é o comandante dos Corvos Tormentosos, um grupo de soldados mercenários da espada do continente de Essos. Ele é vivido na adaptação televisiva pelo ator holandês Michiel Huisman desde a 4ª temporada; em sua primeira aparição em três episódios da 3ª temporada, foi interpretado pelo ator britânico Ed Skrein.

## Perfil
Daario é um confiante e sedutor guerreiro natural de Essos, comandante dos Corvos Tormentosos, uma companhia de mercenários formada por 500 soldados a cavalo. Um matador eficiente, sanguinário, cruel e um amante infiel, é inteiramente devotado a Daenerys Targaryen. Sendo um personagem secundário na história, suas ações e movimentos são geralmente narradas por Daenerys.

## Biografia

### Série literária
Daario é um mercenário e um dos comandantes dos Corvos Tormentosos, grupo de guerreiros e cavaleiros contratados pelos governantes da cidade de Yunkai, uma das cidades escravagistas da Baía dos Escravos, em Essos, que preparava sua defesa para o ataque de Daenerys Targaryen e seus Imaculados. Ele porém é conquistado por Daenerys e se passa com seus homens para seu lado, depois de matar os dois outros comandantes e assumir a liderança dos Corvos sozinho; com sua ajuda, ela derrota as forças de Yunkai, depois de atacá-la por trás. Quando Daenerys decide marchar para Meereen, Daario e os Corvos a acompanham e ficam com ela na cidade que se torna sua base. Ele tem um envolvimento romântico com a herdeira Targaryen e se torna um de seus conselheiros.  Entretanto, aos poucos Daenerys se ressente com suas soluções agressivas para seus problemas. Ele é mais tarde dado como refém a Yunkai para garantir as boas intenções de Daenerys. 

### Série de televisão
Em suas três primeiras aparições na 3ª temporada da adaptação para a televisão dos livros, Daario Naharis é interpretado pelo ator inglês Ed Skrein. Ao longo do restante da série, ele é interpretado pelo ator holandês Michiel Huisman. O motivo da mudança de ator foi inicialmente dito ser porque Skrein assumiu um papel no filme The Transporter Refueled. No entanto, Skrein posteriormente afirmou que a mudança foi devido à "política".
Na adaptação televisiva da HBO os Corvos Tormentosos passaram a se chamar os Segundos Filhos.

#### 3ª temporada (2013)
Sob a liderança de seu capitão Mero e do segundo em comando Prendhal na Ghezn, os Segundos Filhos são contratados pela cidade escravagista de Yunkai, em Essos, para lutar contra as tropas de Daenerys Targaryen que marcham contra ela. Atraído por ela, Daario Naharis, o terceiro em comando, se recusa a cumprir a ordem de assassiná-la e ao invés disso mata os superiores e apresenta suas cabeças como um presente a Daenerys. Com o Segundos Filhos agora sob seu comando, Daario e seus homens prometem sua lealdade a Daenerys. Ele então ajuda Jorah Mormont, o  nobre que é o guarda pessoal dela, e Verme Cinzento, o líder dos Imaculados, a abrir os portões de Yunkai, permitindo às forças de Daenerys conquistarem a cidade. 

#### 4ª temporada (2014)
Durante a marcha para a cidade vizinha de Meereen, Daario tenta sem sucesso um relacionamento romântico com Daenerys. Nos portões de Meereen, ele se voluntaria para lutar contra o campeão da cidade, matando-o facilmente antes de provocar os governantes locais urinando em frente ao portão principal. Depois de Daenerys conquistar Meereen, ele finalmente a convence a tê-lo como amante. Quando Yunkai se rebela contra o governo de Daenerys, ela envia Daario e  Hizdhar zo Loraq, um nobre de Meereen, para negociar com os governantes daquela cidade.

#### 5ª temporada (2015)
Daario e Hizdhar tem sucesso em suas negociações em Yunkai, apesar dos governantes insistirem que as arenas de lutas devem ser reabertas para estabelecer a paz. A princípio Daenerys recusa a exigência, a despeito de Daario lhe fazer saber que foi o fato de passar sua juventude em arenas de luta que o permitiram conseguir a habilidade como guerreiro para integrar os Segundos Filhos e conhecê-la; ela muda de ideia, porém, quando explode outra insurreição agora em Meereen, quando o grupo conhecido como Filhos da Harpia mata seu conselheiro e leal servidor da família Targaryen em Westeros, antes de seu exílio, Sor Barristan Selmy; ela ordena a reabertura das arenas e, num movimento político de enlance com a cidade,  toma o nobre Hizdhar como marido, mas mantém Daario como seu consorte. Quando Daenerys voa com seu dragão fugindo da batalha após o ataque de surpresa dos Filhos da Harpia na arena recém-reaberta, que entre muitos também matou Hizdhar, Dario se junta a Jorah Mormont deixando Meereen para procurá-la. Tyrion Lannister tenta se juntar a eles, mas Daario lhe faz ver que ele é mais capacitado para governar Meereen na ausência de Daenerys do que para lutar, e o deixam no comando da cidade enquanto vão em sua busca.

#### 6ª temporada (2016)
Daario e Jorah descobrem que Daenerys foi raptada por um grupo de guerreiros  Dothraki, e os seguem até a cidade sagrada dothraki de Vaes Dothrak. Eles se infiltram na cidade e localizam Daenerys mas ela pondera que seria impossível eles escaparem de um lugar com 100 mil dothrakis nele. Ao invés disso, ela põe fogo no templo da cidade, matando os khals (chefes) no incêndio mas saindo ilesa. Assombrados, os Dothraki da cidade se ajoelham em reverência para Daenerys e Daario, também impressionado, os segue no ritual de submissão. Jorah deixa a cidade para procurar a cura da escamagris que contraiu e Daario marcha de volta para Meereen com Daenerys e os guerreiros Dothrakis. Enquanto ela voa na frente com seu dragão, Daario chega aos portões da cidade e descobre que os Filhos da Harpia estão massacrando os homens livres; ele então lidera um ataque com os Dothrakis que aniquila os fanáticos. Com a escravidão finalmente abolida nas cidades da Baía dos Escravos, Daenerys decide que é chegada a hora de retornar a Westeros para reclamar o Trono de Ferro. Entretanto, ela ordena a Daario que ele e os Segundos Filhos devem permanecer em Meereen para manter a paz na região.  Daario fica consternado e declara seu amor por Daenerys, mas finalmente concorda em obedecer, enquanto ela parte com seus exércitos para Westeros.